# UB-105号潜艇
陛下之UB-105号艇是德意志帝国海军于第一次世界大战期间建造的其中一艘UB-III型近岸潜艇或称U艇。它由汉堡的布洛姆与福斯船厂承建，于1917年7月7日新船下水，至1918年1月14日交付使用。其全长55.3米，水面及水下排水量分别为510吨和629吨，艇载武器则包括五具500毫米鱼雷发射管以及一门105毫米口径甲板炮。UB-105号入役后曾被部署至地中海区舰队，并参与了地中海潜艇战。在五次巡逻期间，该艇合共击沉协约国或中立国的24艘商船、1艘军舰和1艘辅助军舰，累计总吨位达66054吨。战后，根据对德停战协定的要求，UB-105号于1919年1月16日被引渡至英国哈维奇正式向协约国投降，至1920年在费利克斯托拆解报废。

## 设计
UB-105号是汉堡布洛姆与福斯船厂承建的第三批次（UB-103至UB-117号）UB-III型潜艇的三号艇，由德意志帝国海军潜艇监察局于1917年2月6日订购，至同年7月7日下水。其全长55.30米，舷宽5.80米。艇体采用双壳体结构，水面及水下排水量分别为510吨和629吨，浮起时的吃水深度为3.70米。由于无需像UC-II型艇那样提供水雷布设装置，设计工程师对潜艇舷弧进行了优化，增大了司令塔体积，配备两具潜望镜，司令塔与控制室之间增加一道水密舱壁。这些改进显著提高了潜艇的水下机动性和生存力。为了达到更高的航速，UB-105号采用两台猛狮-伏尔铿六缸四冲程550匹公制馬力（405千瓦特）柴油机用于水面运行，以及两台394匹公制馬力（290千瓦特）的西门子-舒克特电动发电机用于水下航行；水面最高航速13.3節（24.6每小時），水下7.5節（13.9每小時）；能够在水面以6節（11每小時）航速续航7,420海里（13,740），或以4節（7.4每小時）连续在水下航行55海里（102）而无需充电。
UB-105号的主武器为五具500毫米艇艏鱼雷发射管，其中艇艏四具采用层叠式布局分居两侧、艇艉一具，并可搭载合共10枚G6型鱼雷。辅助武器则是一门105毫米45倍径速射炮。其标准船员编制为3名军官加31名水兵。

## 服役历史

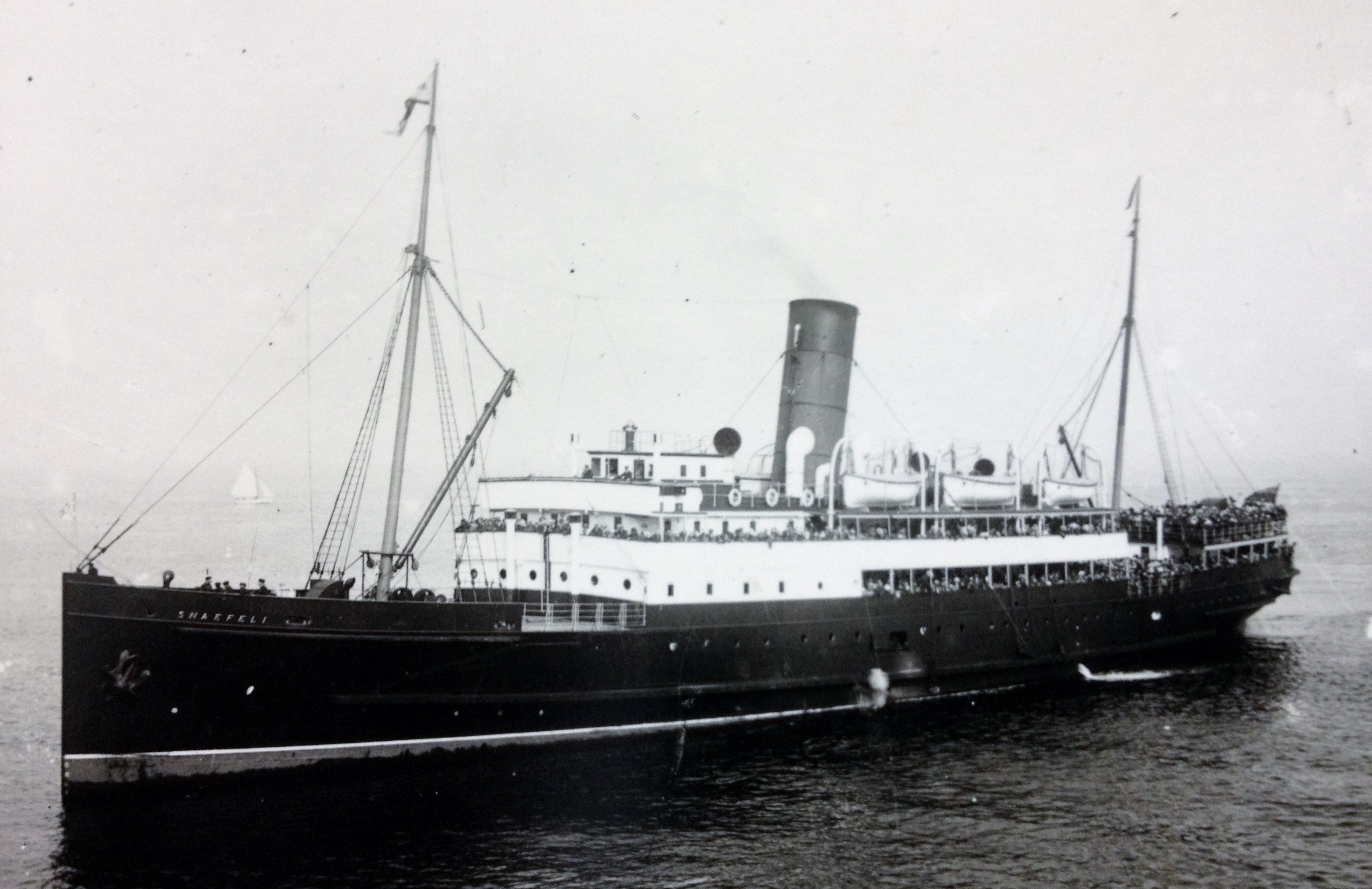
1918年6月被UB-105号击沉的斯纳菲尔号邮政船 (1910年)

1918年1月14日，UB-105号正式入役，随即展开海试，其首任艇长为曾执掌UC-74号的王牌艇长、海军上尉威廉·马沙尔。完成海试后，该艇独力巡逻前往地中海，于5月8日被编入驻普拉的地中海区舰队，并参与了地中海潜艇战，足迹遍及地中海西部、直布罗陀海峡和爱奥尼亚海。在五次巡逻期间，该艇合共击沉协约国或中立国的24艘商船、1艘军舰和1艘辅助军舰，累计总吨位达66054吨。其中，唯一受害的军舰是排水量为1290吨的英国单桅战船黄花九轮草号，它于1918年4月25日护送OM-62号船队进入直布罗陀海峡期间遭鱼雷击沉，造成6名官兵阵亡；而注册吨位为1368总吨的英国武装登船检查艇斯纳菲尔号也于6月5日在马耳他东南偏东约240海里（440）处遭马沙尔击沉。被UB-105号击沉的容积最大的船舶则是5917总吨的英国煤船时评者号（Pundit），于6月9日在亚历山大港西北偏西约85海里（157）处沉没。
战后，根据对德停战协定的要求，UB-105号于1919年1月16日被引渡至英国哈维奇正式向协约国投降。同年3月3日，英国海军部以1900英镑的价格将其售予乔治·科恩与子公司。然而在当月19日，该艇与UB-101和UB-117号一同在哈维奇意外沉没，所得资金被迫退还。UB-105号的残骸随后于1920年5月14日再以100英镑售予斯坦利拆船公司（Stanlee Shipbreaking and Salvage Co. Ltd.），至同年9月14日打捞上岸，1922年在费利克斯托拆解报废。

## 袭击历史摘要

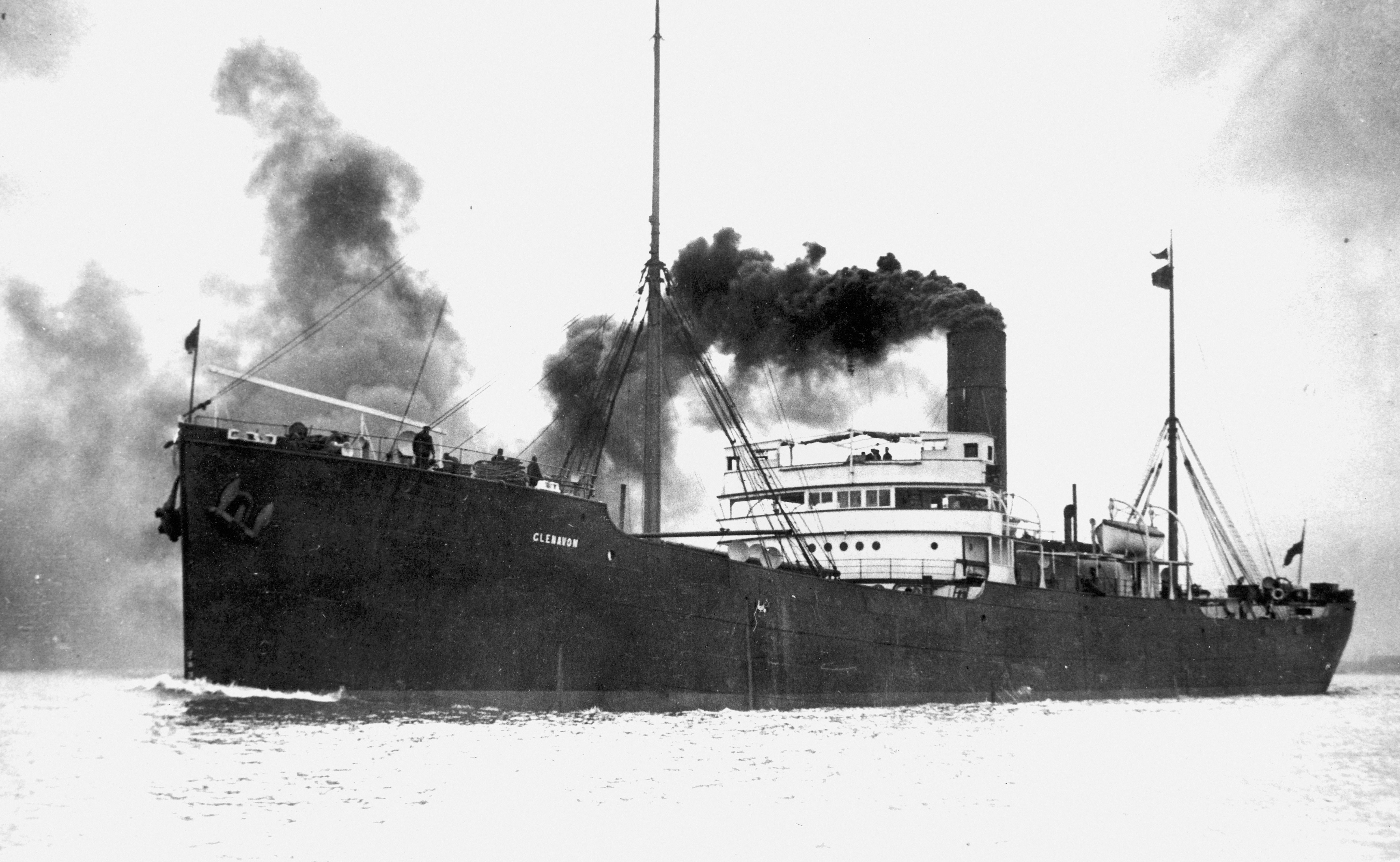
UB-105号于1918年7月在昔兰尼加沿岸击沉了4262总吨的埃勒曼航运货轮布兰克森庄园号

| 日期           | 船名                | 船籍         | 吨位 | 结局 |
| -------------- | ------------------- | ------------ | ---- | ---- |
| 1918年4月23日  | 复原号              | 葡萄牙       | 136  | 击沉 |
| 1918年4月24日  | 利奥诺号            | 葡萄牙       | 166  | 击沉 |
| 1918年4月25日  | 黄花九轮草号        | 英國皇家海軍 | 1290 | 击沉 |
| 1918年4月29日  | 彭萨科拉城号        | 美国         | 705  | 击沉 |
| 1918年4月29日  | 顾生号              | 英国         | 4895 | 击沉 |
| 1918年4月30日  | 康韦号              | 英国         | 4003 | 击沉 |
| 1918年6月3日   | 诺拉号              | 英国         | 3933 | 击沉 |
| 1918年6月5日   | 斯纳菲尔号          | 英國皇家海軍 | 1368 | 击沉 |
| 1918年6月6日   | 阿奇班克号          | 英国         | 3767 | 击沉 |
| 1918年6月6日   | 曼萨拉号            | 英国         | 1859 | 击沉 |
| 1918年6月9日   | 福布斯氏号          | 英国         | 3946 | 击沉 |
| 1918年6月9日   | 时评者号            | 英国         | 5917 | 击沉 |
| 1918年6月9日   | 陶菲克号            | 英国         | 2490 | 击沉 |
| 1918年7月14日  | 布兰克森庄园号      | 英国         | 4262 | 击沉 |
| 1918年7月14日  | 怀特玛塔号          | 英国         | 5432 | 击沉 |
| 1918年7月14日  | 杰姆奈号            | 法國         | 3716 | 击沉 |
| 1918年7月19日  | 厄古斯基亚号        | 西班牙       | 1181 | 击沉 |
| 1918年9月18日  | 安东涅塔号          | 義大利王國   | 93   | 击沉 |
| 1918年9月20日  | 安吉莉娜·帕斯夸里号 | 義大利王國   | 29   | 击沉 |
| 1918年9月20日  | 圣米凯莱号          | 義大利王國   | 24   | 击沉 |
| 1918年9月21日  | 桑托·福尔图纳托号   | 義大利王國   | 24   | 击沉 |
| 1918年10月3日  | 阿里尔号            | 英国         | 3428 | 击沉 |
| 1918年10月3日  | 圣路加号            | 法國         | 2456 | 击沉 |
| 1918年10月7日  | 马德拉号            | 葡萄牙       | 4792 | 击沉 |
| 1918年10月7日  | 圣纳伯号            | 法國         | 5184 | 击沉 |
| 1918年10月12日 | 的黎波里二号        | 義大利王國   | 958  | 击沉 |

## 脚注
1. ↑  Rössler，第66頁.
2. 1 2  Helgason, Guðmundur. . German and Austrian U-boats of World War I - Kaiserliche Marine - Uboat.net.   [2022-05-31].
3. 1 2 3 4  Gröner 1991，第25-30頁.
4. 1 2  Helgason, Guðmundur. . German and Austrian U-boats of World War I - Kaiserliche Marine - Uboat.net.   [2015-03-09].
5. ↑  Helgason, Guðmundur. . German and Austrian U-boats of World War I - Kaiserliche Marine - Uboat.net.   [2015-03-09].
6. ↑  陈进，第239頁.
7. ↑  NARS，第56頁.
8. 1 2  Helgason, Guðmundur. . German and Austrian U-boats of World War I - Kaiserliche Marine - Uboat.net.   [2014-12-10].
9. ↑  Helgason, Guðmundur. . German and Austrian U-boats of World War I - Kaiserliche Marine - Uboat.net.   [2022-05-31].
10. ↑  Helgason, Guðmundur. . German and Austrian U-boats of World War I - Kaiserliche Marine - Uboat.net.   [2022-05-31].
11. ↑  Helgason, Guðmundur. . German and Austrian U-boats of World War I - Kaiserliche Marine - Uboat.net.   [2022-05-31].
12. ↑  Dodson & Cant，第129頁.